# Llargues

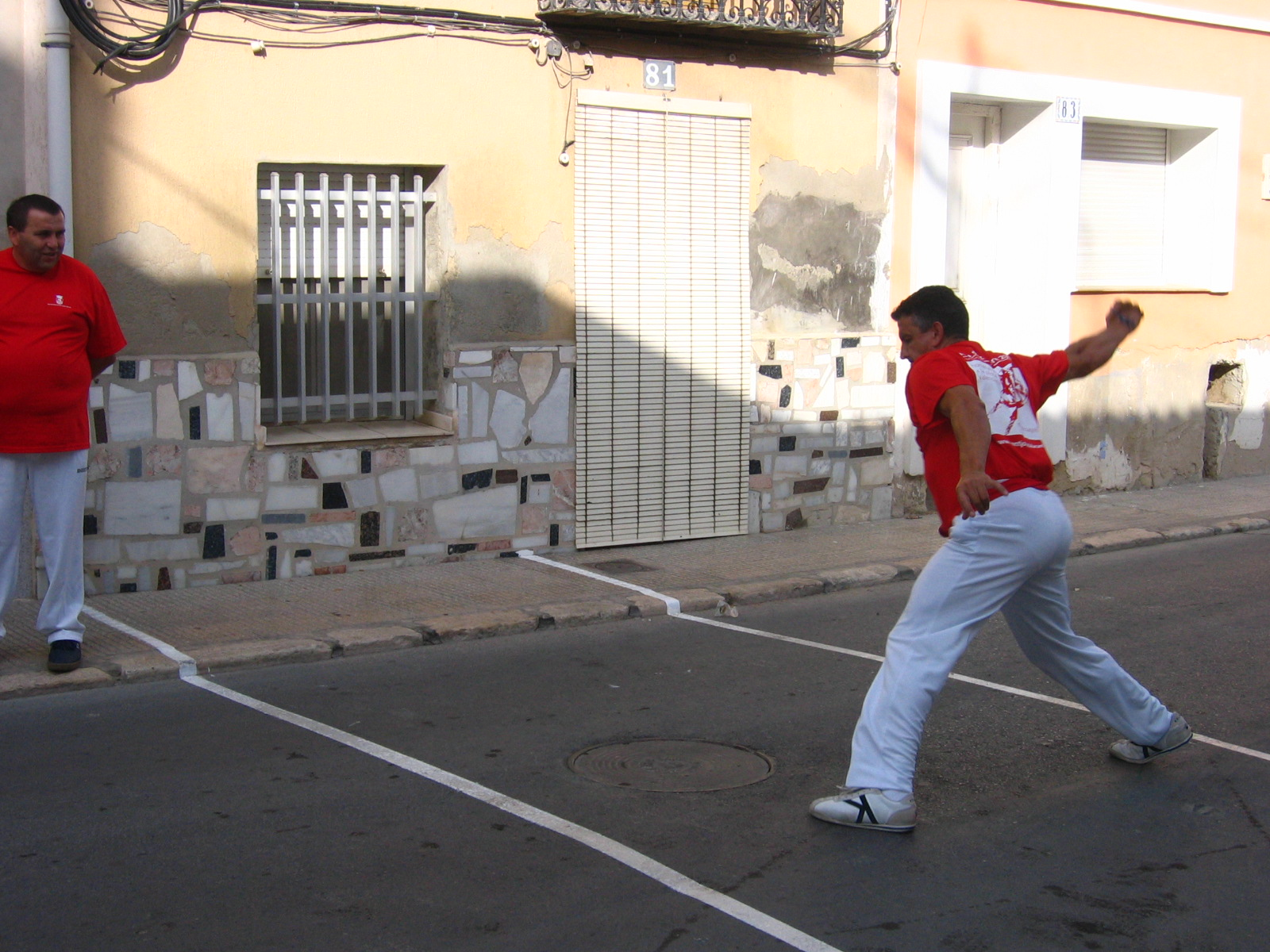
Partida de llargues en Benimagrell (San Juan de Alicante).

El joc a llargues o simplemente llargues es una modalidad de pelota valenciana de estilo directo. Es la modalidad que más similitudes posee con las que se jugaban en la Antigüedad, ya sea durante el período griego o el romano.
Esta modalidad no cuenta con jugadores profesionales y es muy practicada en toda la provincia de Alicante.

## Cancha
Esta modalidad se disputa en la calle. Esta calle debe ser llana, con unos ocho metros de ancho y de una longitud tal que permita el desarrollo del juego, generalmente unos ochenta metros.

## Reglas

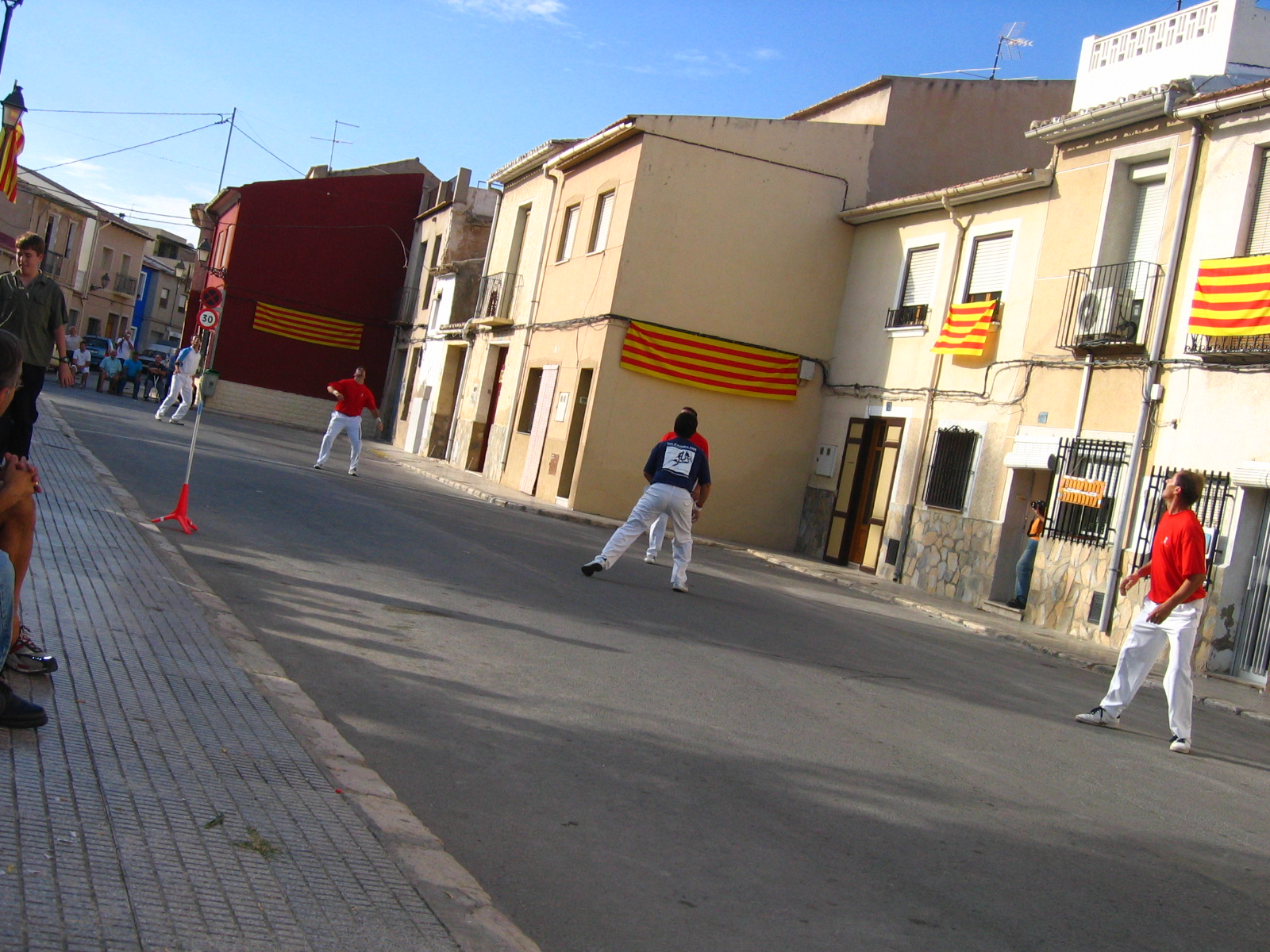
Partida de llargues en Benimagrell (San Juan de Alicante).

Esta modalidad se disputa entre dos equipos de tres, cuatro o cinco jugadores. 
Las reglas de esta modalidad descansan sobre tres líneas:
- Raya del saque Marca el punto desde donde se saca la pilota
- Raya de la falta Indica el lugar que ha de superar la pelota durante el saque.
- Raya del resto Indica el final del campo.

De la raya del saque a la de la falta hay una distancia aproximada de entre treinta y cuarenta metros, y entre la del saque y la del resto unos setenta metros.
El saque se efectúa tirándosela a uno mismo sin que bote y golpeándola de "bragueta" y ha de superar la raya de la falta sin tocar el suelo anteriormente. Una vez haya botado más allá de la raya del suelo existen dos posibilidades:
1. Si la pelota ha botado entre la raya de la falta y la del resto el equipo contrario ha de devolverla al campo rival como mucho tras un bote, de no ser así comete falta.
2. Si la pelota bota más allá de la raya del resto el equipo que ha sacado se anota un tanto.

Como se puede deducir es fundamental en esta modalidad contar con un sacador que posea un saque potente ya que esta cualidad facilitará mucho la consecución de tantos.

## Competiciones
Esta modalidad se disputa preferentemente en la provincia de Alicante por lo que muchas de las competiciones son locales:
- Trofeo Diputación de Alicante de llargues, también conocida como Liga Provincial de pelota valenciana.
- Trofeo Ciudad de Benidorm de llargues.